# Dimitrios Galanis

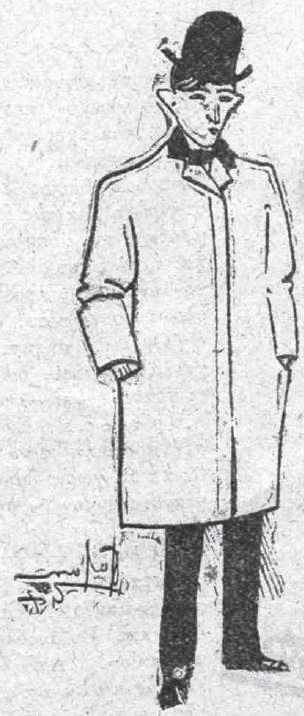
Dimitrios Galanis, Künstlerkarikatur von Georgios Roilos, Kohlestiftzeichnung 1898

Dimitrios Galanis (auch: Demetrios Galanis, griechisch Δημήτριος Γαλάνης; * 17. Mai 1879 in Athen; † 20. März 1966 in Paris) war ein bedeutender griechischer Maler und Graveur des frühen 20. Jahrhunderts.
Galanis ging im Alter von 20 Jahren nach Paris. Nach ersten Ausstellungserfolgen, vor allem 1904 im Salon d’Automne mit einer Anzahl humoristischer Zeichnungen, betätigte sich Galanis als Mitarbeiter von Satire-Zeitschriften wie Le Rire, Le Cri de Paris, L’Assiette au beurre, Gil Blas, Le Canard Sauvage, Simplicissimus und Lustige Blätter. Im Jahre 1920 vollendete er sein bekanntestes Werk Sitzende Nackte. Größere Bedeutung erlangte Galanis zunächst in Frankreich. Seine Arbeiten wurden neben Werken bedeutender zeitgenössischer Künstler der Modernen Malerei wie Henri Matisse, Georges Braque, Juan Gris, Raoul Dufy, Marc Chagall und Pablo Picasso in Paris, Brüssel, London und New York ausgestellt. Mit Picasso verband ihn eine lebenslange Freundschaft. In späteren Jahren wurde Galanis Professor an der École des Beaux-Arts in Paris. 1945 wurde er als Nachfolger von Henri Le Riche in die Académie des Beaux-Arts gewählt. Galanis lebte fünfzig Jahre lang in der rue Cortot des Pariser Stadtteils Montmartre.